# Túi thăng bằng

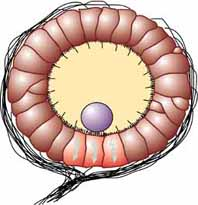
Hình minh họa hệ thống túi thăng bằng.

Túi thăng bằng hay nang thăng bằng (tiếng Anh: statocyst) là một thụ thể cảm nhận cân bằng có ở một số động vật không xương sống thủy sinh, bao gồm lớp Thân mềm hai mảnh vỏ, ngành Sứa lông châm, ngành Da gai, lớp Động vật chân đầu và phân ngành Động vật giáp xác. Một cấu trúc tương tự túi thăng bằng cũng hiện diện ở chi Xenoturbella. Túi thăng bằng bao gồm một cấu trúc dạng bao chứa một hạt khoáng (gọi là sỏi thăng bằng), cùng nhiều tơ cảm giác thần kinh (setae). Quán tính của sỏi thăng bằng khiến nó bấn lên những lông tơ thần kinh khi cơ thể di chuyển nhanh hơn. Sự đẩy động của tơ thần kinh bởi sỏi thăng bằng khi đáp ứng lại tác dụng trọng lực sẽ kích thích các neuron, phát xuất thông tin đến cơ thể để thay đổi khả năng định hướng và cho phép duy trì sự cân bằng.
Hay nói cách khác, những chuyển dịch của sỏi thăng bằng như những bước đi của cơ thể động vật. Bất kì sự di động nào đủ lớn làm xê dịch cơ thể khỏi sự cân bằng cũng có thể khiến sỏi thăng bằng chà tỳ vào những lông cứng cảm giác bé nhỏ để gửi đi những tín hiệu đến bộ não nhằm điều chỉnh chính xác lại sự cân bằng.

## Túi thăng bằng ở động vật da gai
Bởi vì nhiều loài động vật da gai chỉ có một hệ thần kinh đơn giản, không có "não bộ" điều khiển, nên chúng bị hạn chế trong việc hoạt động và đáp ứng các kích thích. Vì thế mà túi thăng bằng là cấu trúc hữu ích để nhận biết cơ thể có đang lộn ngược hay không. Việc động vật da gai lộn ngược là vô cùng nguy hiểm vì bụng của chúng không được bảo vệ bởi lớp da gai.